# Carlos Embalo
Carlos Apna Embalo (Bissau, 25 novembre 1994) è un calciatore guineense, attaccante o ala della Vigor Lamezia.

## Biografia
Nasce in Guinea-Bissau il 25 novembre del 1994. Possiede il passaporto portoghese.

## Caratteristiche tecniche
Giocatore ambidestro, dotato di buona tecnica e grandissima velocità, gioca prevalentemente come ala sinistra.

## Carriera

### Club
Inizia la carriera calcistica in Portogallo con le giovanili del Chaves per poi debuttare nel settembre 2012 anche con la società portoghese dove gioca solamente due partite in prima squadra. Nell'estate 2013 viene acquistato dal Palermo, dove tuttavia non viene mai schierato in campo. Viene ceduto il 29 agosto 2014 in prestito al Carpi in Serie B, dove esordisce il 13 settembre nella gara in trasferta con il Crotone, Con i biancorossi raccoglie però solamente tre presenze in pochi mesi. Il 2 febbraio 2015, viene ceduto al Lecce in Serie C dove conclude la stagione giocando 11 presenze senza mai segnare con la società salentina.
Nell'estate del 2015 viene ceduto, sempre in prestito, al Brescia, squadra con cui fa decisamente il salto di qualità. Durante la stagione trova un posto anche come titolare fisso in una squadra giovane, quella allenata da Roberto Boscaglia e dando una buonissima impressione allo staff. Esordisce il 5 settembre, nella prima gara del campionato di Serie B in trasferta contro il Cesena. Il 22 settembre seguente, segna il suo primo gol con la maglia delle rondinelle nella gara interna vinta 2-0 contro la Pro Vercelli. L'11 marzo 2016 si ripete andando a segno nel 3-0 interno contro il Crotone. Chiude la parentesi al Brescia con 40 presenze segnando 5 reti e collezionando ben 11 assist. A fine stagione fa ritorno al Palermo.
Il 15 giugno 2016 rinnova il contratto per altri quattro anni, fino al giugno 2020, con la società rosa-nero. Fa il suo esordio in Serie A con i rosanero il 21 agosto seguente, nella prima partita di campionato giocata allo Stadio Renzo Barbera (0-1) contro il Sassuolo. Il 24 ottobre 2017 segna la sua prima rete con la squadra siciliana nella partita vinta in trasferta per 3-1 contro il Carpi.
Il 29 gennaio 2018 fa ritorno, a distanza di un anno e mezzo, al Brescia, con la formula del prestito oneroso (150.000 euro con diritto di riscatto fissato a circa 2 milioni) ritrovando così anche il suo precedente allenatore al Brescia ovvero Roberto Boscaglia. Al termine del prestito rientra al Palermo per la stagione 2018-2019.
Il 25 gennaio 2019 viene ceduto in prestito, con diritto di riscatto e contro-riscatto, al Cosenza. Tre giorni dopo debutta con i silani nella sfida al Bentegodi contro il Verona, pareggiata per 2-2. Il 9 marzo segna il primo gol nella gara col Brescia, persa poi per 2-3.
Nell'estate 2019 rimane svincolato a seguito del fallimento del Palermo, e lui si accasa ai belgi dell'Eupen. Tuttavia in Belgio trova poco spazio, indi per cui il 29 gennaio 2021 viene ceduto in prestito agli spagnoli dell'Alcorcón.
Il 23 giugno 2022 fa ritorno in Italia accasandosi al Cittadella.
Il 1º settembre 2023 viene ceduto al Foggia.
Il 16 luglio 2024 firma con la Scafatese Calcio 1922, squadra di Serie D.
Il 24 gennaio 2025 diventa giocatore del Ciliverghe, squadra bresciana militante nel girone B di Serie D.

### Nazionale
Nell'agosto 2018, viene convocato dalla nazionale guineana: dopo i numerosi rifiuti negli anni passati, questa volta Embalo accetta la chiamata della sua nazione d'origine. Fa il suo debutto ufficiale l'8 settembre successivo, in una partita giocata in trasferta, valida per la qualificazione alla Coppa d'Africa contro Mozambico, andando anche a segno, nella partita terminata 2-2..

## Statistiche

### Presenze e reti nei club
Statistiche aggiornate al 4 maggio 2025.
| Stagione        | Squadra         | Campionato      | Campionato | Campionato | Coppe nazionali | Coppe nazionali | Coppe nazionali | Coppe continentali | Coppe continentali | Coppe continentali | Altre coppe | Altre coppe | Altre coppe | Totale | Totale |
| Stagione        | Squadra         | Comp            | Pres       | Reti       | Comp            | Pres            | Reti            | Comp               | Pres               | Reti               | Comp        | Pres        | Reti        | Pres   | Reti   |
| --------------- | --------------- | --------------- | ---------- | ---------- | --------------- | --------------- | --------------- | ------------------ | ------------------ | ------------------ | ----------- | ----------- | ----------- | ------ | ------ |
| 2012-2013       | Chaves          | SD              | 2          | 0          | CP              | 0               | 0               | -                  | -                  | -                  | -           | -           | -           | 2      | 0      |
| 2013-2014       | Palermo         | B               | 0          | 0          | CI              | 0               | 0               | -                  | -                  | -                  | -           | -           | -           | 0      | 0      |
| 2014-feb. 2015  | Carpi           | B               | 3          | 0          | CI              | 0               | 0               | -                  | -                  | -                  | -           | -           | -           | 3      | 0      |
| feb.-giu. 2015  | Lecce           | LP              | 11         | 0          | CI+CI-LP        | 0+0             | 0               | -                  | -                  | -                  | -           | -           | -           | 11     | 0      |
| 2015-2016       | Brescia         | B               | 40         | 5          | CI              | 2               | 0               | -                  | -                  | -                  | -           | -           | -           | 42     | 5      |
| 2016-2017       | Palermo         | A               | 12         | 0          | CI              | 0               | 0               | -                  | -                  | -                  | -           | -           | -           | 12     | 0      |
| 2017-gen. 2018  | Palermo         | B               | 16         | 1          | CI              | 0               | 0               | -                  | -                  | -                  | -           | -           | -           | 16     | 1      |
| gen.-giu. 2018  | Brescia         | B               | 12         | 0          | CI              | 0               | 0               | -                  | -                  | -                  | -           | -           | -           | 12     | 0      |
| Totale Brescia  | Totale Brescia  | Totale Brescia  | 52         | 5          |                 | 2               | 0               |                    | -                  | -                  |             | -           | -           | 54     | 5      |
| 2018-gen. 2019  | Palermo         | B               | 4          | 0          | CI              | 2               | 0               | -                  | -                  | -                  | -           | -           | -           | 6      | 0      |
| Totale Palermo  | Totale Palermo  | Totale Palermo  | 32         | 1          |                 | 2               | 0               |                    | -                  | -                  |             | -           | -           | 34     | 1      |
| gen.-giu. 2019  | Cosenza         | B               | 13         | 2          | CI              | 0               | 0               | -                  | -                  | -                  | -           | -           | -           | 13     | 2      |
| 2019-2020       | Eupen           | D1              | 16         | 1          | CB              | 1               | 0               | -                  | -                  | -                  | -           | -           | -           | 17     | 1      |
| 2020-gen. 2021  | Eupen           | D1              | 8          | 0          | CB              | 0               | 0               | -                  | -                  | -                  | -           | -           | -           | 8      | 0      |
| gen.-giu. 2021  | Alcorcón        | SD              | 2          | 0          | -               | -               | -               | -                  | -                  | -                  | -           | -           | -           | 2      | 0      |
| 2021-2022       | Eupen           | D1              | 7          | 1          | CB              | 2               | 0               | -                  | -                  | -                  | -           | -           | -           | 9      | 1      |
| Totale Eupen    | Totale Eupen    | Totale Eupen    | 31         | 2          |                 | 3               | 0               |                    | -                  | -                  |             | -           | -           | 34     | 2      |
| 2022-2023       | Cittadella      | B               | 18         | 0          | CI              | 1               | 0               | -                  | -                  | -                  | -           | -           | -           | 19     | 0      |
| 2023-2024       | Foggia          | C               | 16         | 3          | CI-C            | 2               | 2               | -                  | -                  | -                  | -           | -           | -           | 16     | 5      |
| 2024-gen. 2025  | Scafatese       | D               | 3          | 0          | CI-D            | 1               | 0               | -                  | -                  | -                  | -           | -           | -           | 4      | 0      |
| gen.- giu. 2025 | Ciliverghe      | D               | 9          | 1          | CI-D            | 0               | 0               | -                  | -                  | -                  | -           | -           | -           | 9      | 1      |
| Totale carriera | Totale carriera | Totale carriera | 192        | 14         |                 | 11              | 2               |                    | -                  | -                  |             | -           | -           | 203    | 16     |

### Cronologia presenze e reti in nazionale
| Cronologia completa delle presenze e delle reti in nazionale ― Guinea-Bissau | Cronologia completa delle presenze e delle reti in nazionale ― Guinea-Bissau | Cronologia completa delle presenze e delle reti in nazionale ― Guinea-Bissau | Cronologia completa delle presenze e delle reti in nazionale ― Guinea-Bissau | Cronologia completa delle presenze e delle reti in nazionale ― Guinea-Bissau | Cronologia completa delle presenze e delle reti in nazionale ― Guinea-Bissau | Cronologia completa delle presenze e delle reti in nazionale ― Guinea-Bissau | Cronologia completa delle presenze e delle reti in nazionale ― Guinea-Bissau |
| Data                                                                         | Città                                                                        | In casa                                                                      | Risultato                                                                    | Ospiti                                                                       | Competizione                                                                 | Reti                                                                         | Note                                                                         |
| ---------------------------------------------------------------------------- | ---------------------------------------------------------------------------- | ---------------------------------------------------------------------------- | ---------------------------------------------------------------------------- | ---------------------------------------------------------------------------- | ---------------------------------------------------------------------------- | ---------------------------------------------------------------------------- | ---------------------------------------------------------------------------- |
| 8-9-2018                                                                     | Maputo                                                                       | Mozambico                                                                    | 2 – 2                                                                        | Guinea-Bissau                                                                | Qual. Coppa d'Africa 2019                                                    | 1                                                                            | 67’                                                                          |
| 10-10-2018                                                                   | Ndola                                                                        | Zambia                                                                       | 2 – 1                                                                        | Guinea-Bissau                                                                | Qual. Coppa d'Africa 2019                                                    | -                                                                            |                                                                              |
| 11-11-2020                                                                   | Thiès                                                                        | Senegal                                                                      | 2 – 0                                                                        | Guinea-Bissau                                                                | Qual. Coppa d'Africa 2021                                                    | -                                                                            | 90+3’                                                                        |
| Totale                                                                       |                                                                              | Presenze                                                                     | 3                                                                            |                                                                              | Reti                                                                         | 1                                                                            |                                                                              |